# Championnat d'Italie de rink hockey 1930
Navigation
Division Nationale 1929 Division Nationale 1931
L'édition 1930 du Championnat d'Italie de rink hockey est la 9e édition de cette compétition. Elle a eu lieu à Milan, dans la salle Brigatti les 21 et 22 juin. Elle se conclut par la victoire di Hockey Novara.

## Équipes participantes
- Hockey Novara
- Milan Skating
- Genova HC
- US Triestina
- Patavium HC Padova

## Compétition

### Formule
Cinq équipes participent à la compétition. Le vainqueur de la poule de quatre équipes, rejoint en finale l'équipe championne en titre.

### Poules
La poule est remportée par le Hockey Novara.

### Finale
En finale, le Hockey Novara s'impose sur le score de trois buts à zéro.

### Composition de l'équipe championne
Hockey Novara: Concia, Carlo Cioccala, Fiorenzo Zavattaro (it), Francesco Cestagalli (it), Piero Drisaldi (it), Genesi.

### Sources
- (it) Cet article est partiellement ou en totalité issu de l’article de Wikipédia en italien intitulé « Serie A di hockey su pista 1930 » (voir la liste des auteurs).